# Міяке Йосінобу
Міяке йошінобу (24 листопада 1939) — японський важкоатлет.
Олімпійський чемпіон 1964 (до 60 кг), 1968 (до 60 кг) років, срібний призер 1960 року в категорії до 56 кг.
Переможець Азійських ігор 1966 року в категорії до 60 кг.
Чемпіон світу 1962 (до 56 кг), 1963 (до 60 кг), 1964 (до 60 кг), 1965 (до 60 кг), 1966 (до 60 кг), 1968 (до 60 кг) років, бронзовий призер 1961 року в категорії до 56 кг.